# یوگنی رویزمن
یِوگِنی وادیموویچ رویزمن (به روسی: Евгений Вадимович Ройзман)
(زادهٔ ۱۴ سپتامبر ۱۹۶۲) یک سیاست‌مدار اهل کشور اتحاد جماهیر سوسیالیستی شوروی سابق و روسیهٔ کنونی است. وی در انتخابات شهرداری در سال ۲۰۱۳ پیروز شد و شهردار شهر یکاترینبورگ شد.